# Ceraeochrysa reducta
Ceraeochrysa reducta is een insect uit de familie van de gaasvliegen (Chrysopidae), die tot de orde netvleugeligen (Neuroptera) behoort. 
Ceraeochrysa reducta is voor het eerst wetenschappelijk beschreven door Banks in 1944.